# Savoyai Mária Karolina szárd királyi hercegnő

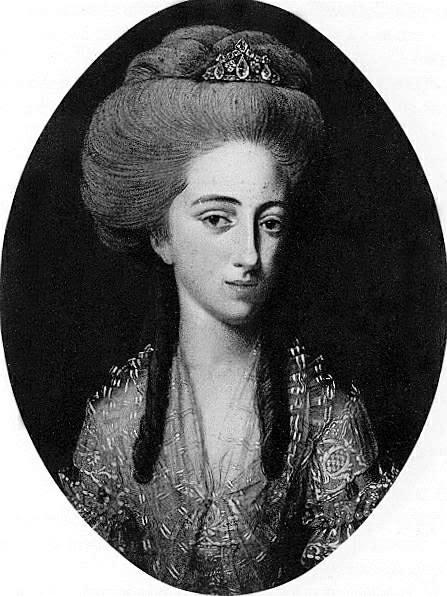
Savoyai Mária Karolina szárd királyi hercegnő

Savoyai Mária Karolina Antonietta szárd királyi hercegnő, Principessa Maria Carolina Antonietta di Savoia (Torino, 1764. január 17. – Drezda, 1782. december 28.) a Savoyai-házból származó királyi hercegnő, savoyai és piemonti hercegnő, 1781-től szász koronahercegné (Kronprinzessin von Sachsen), Antal hercegnek, a Szász Választófejedelemség trónörökösének, a későbbi I. Antal királynak első felesége. Nevének németes formája Maria Caroline von Savoyen vagy Marie Charlotte von Savoyen.

## Élete

### Származása, testvérei

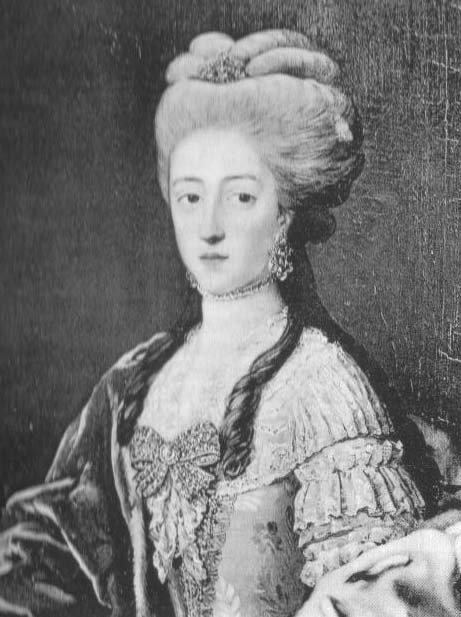
Mária Karolina szász koronahercegné

Mária Karolina Antonietta savoyai hercegnő 1756. január 31-én született a piemonti Torinóban, a Szárd–Piemonti Királyság fővárosában. Édesapja a Savoyai-házból való III. Viktor Amadé szárd–piemonti király, Savoya hercege (1726–1796) volt, III. Károly Emánuel szárd–piemonti király és Polixénia Krisztina hessen–rheinfels–rottenburgi tartománygrófnő (Landgräfin, 1706–1735) fia.
Édesanyja a Bourbon-házból való Mária Antonietta Ferdinanda spanyol infánsnő (1729–1785) volt, V. Fülöp spanyol király és Farnese Erzsébet (Izabella) pármai hercegnő leánya.
A szülők 12 gyermekéből kilencen érték meg a felnőttkort. Az öt túlélő fivérből hárman követték apjukat a szárd–piemonti királyi trónon. Két nővérből francia királyné lett, apjuk két francia királyhoz – ugyancsak két fivérhez – adta őket feleségül:
1. Károly Emánuel herceg (1751–1819), 1796–1802-ig IV. Károly Emánuel néven Savoya uralkodó hercege és szárd–piemonti király, aki a Bourbon-házból való Klotild francia királyi hercegnőt, XVI. Lajos, XVIII. Lajos és X. Károly királyok húgát vette feleségül.
2. Mária Erzsébet Sarolta (Carlota) hercegnő (1752–1755), kisgyermekként meghalt.
3. Mária Jozefina Lujza (1753–1810), aki XVIII. Lajos francia királyhoz ment feleségül.
4. Amadé Sándor (1754–1755), Montferrat hercege, kisgyermekként meghalt.
5. Mária Terézia (1756–1805), aki X. Károly francia királyhoz ment feleségül.
6. Mária Anna (1757–1824), aki nagybátyjához, Savoyai Benedek herceghez, Chablais hercegéhez (1741–1808) ment feleségül.
7. Viktor Emánuel herceg (1759–1824), 1802–1821-ig szárd–piemonti király. Habsburg–Estei Mária Terézia Johanna főhercegnőt vette feleségül.
8. Mária Krisztina Jozefina (1760–1768), Szardínia hercegnője, gyermekkorban meghalt.
9. Móric József Mária (1762–1799), Montferrat hercege.
10. Mária Karolina Antonietta hercegnő (1764–1782), Antal szász trónörökös első felesége.
11. Károly Félix (1765–1831), 1821–1831-ig szárd–piemonti király, aki Mária Krisztina Amália nápoly–szicíliai királyi hercegnőt (1779–1849), I. Ferdinánd király és Mária Karolina Lujza főhercegnő leányát vette feleségül.
12. József Benedek (Giuseppe Benedetto, 1766-1802), Maurienne és Asti hercege.

### Házassága
Jövendő férjének személyét apja jelölte ki, dinasztikus megfontolásokból. A hercegnő erősen ellenkezett, de nem szállhatott szembe a király döntésével. Mária Karolina hercegnőt 1781. szeptember 28-án a piemonti Montcalieriben képviselők útján (per procurationem) férjhez adták a szász trónörököshöz, a Wettin-házból származó Antal Kelemen szász herceghez (Anton Clemens Kurprinz von Sachsen, 1755–1836), Frigyes Keresztély Lipót szász választófejedelem (Kurfürst, 1722–1763) és Mária Antónia Walpurgis bajor hercegnő (Kurfürstin, 1724–1780) fiához, VII. Károly német-római császár unokájához, a későbbi I. Antal szász királyhoz.
A 17 éves menyasszonynak, kíséretével együtt még az esküvő előtt, szeptember 14-én el kellett hagynia Torinót, útra kellett kelnie egyenesen Szászország felé. Október 14-én érkezett meg Augsburgba. Az ünnepélyes esküvőt 1782. október 24-én Drezdában, a Szász Választófejedelemség fővárosában tartották meg.
A házasságból nem született gyermek. Az ifjú feleség egy évvel az esküvő után, 1782. december 28-án meghalt himlőben. Még 19 éves sem volt. A drezdai római katolikus Udvari Templomban (egykori Hofkirche, ma székesegyház), a szász uralkodócsalád kriptájában (Wettiner Gruft) temették el.

### A szász trónutódlás sorsa
Antal koronaherceg öt év múlva, 1787-ben ismét megnősült. Második felesége Habsburg–Lotaringiai Mária Terézia lett, Lipót toszkánai nagyherceg (1747–1792), a későbbi II. Lipót császár és Mária Ludovika spanyol infánsnő (1745–1792) legidősebb leánya. Második házasságából származó gyermekei azonban mind meghaltak, Antal király gyermektelenül hunyt el, a trónon unokaöccse, II. Frigyes Ágost követte.

## Külső hivatkozások
- Mária Karolina szárd királyi hercegnő életrajzi, családi adatai.